# 오키무네 도시히코
오키무네 도시히코(일본어: 沖宗 敏彦, 1959년 9월 7일 ~ )는 일본의 은퇴한 축구 선수이다.

## 국가대표팀 경력
그는 1979년 FIFA 세계 청소년 축구 선수권 대회에 참가할 일본 U-20 국가대표팀에 발탁되었으며, 3경기에 출전했다.
그는 1981년 메르데카 국제축구대회에 참가할 일본 국가대표팀에 발탁되었으며, 8월 30일 말레이시아와의 경기에서 데뷔했다. 그는 국제 A매치 통산 2경기에 출전했다.

## 통계
| 일본 | 일본 | 일본 |
| 연도 | 출전 | 득점 |
| ---- | ---- | ---- |
| 1981 | 2    | 0    |
| 통산 | 2    | 0    |

### 기록
| # | 날짜            | 장소         | 홈 팀 | 최종 결과 | 원정팀     | 대회              | 득점 | 비고 |
| - | --------------- | ------------ | ----- | --------- | ---------- | ----------------- | ---- | ---- |
| 1 | 1981년 8월 30일 | 쿠알라룸푸르 | 일본  | 2 - 0     | 말레이시아 | 1981년 메르데카컵 | -    | ?′   |
| 2 | 1981년 9월 3일  | 쿠알라룸푸르 | 인도  | 2 - 3     | 일본       | 1981년 메르데카컵 | -    | 46′  |